# Eugène Daire
Eugène Daire (1798-1847) est un économiste français qui après avoir été percepteur s’est consacré dans les dernières années de sa vie à compter de 1840 à l’édition de l’œuvre des physiocrates. Il a également participé avec Charles Comte et Horace Say à l’édition de 1848 de l’œuvre de Jean-Baptiste Say

## Œuvre
- Lettre à un habitant de Toulouse sur le but et l’illégalité du recensement prescrit par M. Humann  (1841).
- Notice historique sur la vie et l’œuvre de Turgot (1844)
- Mémoire de M. Eugène Daire sur la doctrine des physiocrates (1847)

## Éditeur
- Économistes financiers du XVIIIe siècle (Vauban et autres)(1843).
- Œuvre de Turgot (1844)
- Physiocrates (1846)
- Mélanges d’économie politique de Benjamin Franklin (1847)